# Jordskælvet i Sichuan 2008
Jordskælvet i Sichuan maj 2008 ramte Sichuan provinsen i Kina klokken 14:28:04 lokal tid (06:28:04 GMT) den 12. maj 2008 med epicenter i Wenchuan amtet. Jordskælvet havde en momentmagnitude på 7,8 ifølge målinger fra «State Seismological Bureau of China» og 7,9 ifølge United States Geological Survey. Epicenteret var 90 km nordvest for provinshovedstaden Chengdu. Jordskælvet kunne mærkes så langt borte som Beijing og Shanghai, hvor kontorbygninger svajede på grund af skælvet samt Vietnams hovedstad Hanoi. Det kunne også mærkes i Pakistan, Thailand og Vietnam.
Officielt (den 22. maj 2008) er 51.151 døde og yderligere 29.328 personer er stadig meldt savnet. 4,8 mil. er blevet hjemløse. Det er det jordskælv i Kina med det højeste antal dræbte siden Jordskælvet i Tangshan 1976, som kostede ca. 240.000 mennesker livet.

## Detaljer
Epicenteret blev lokaliseret til koordinatene 31.084°N, 103.267°E, i amtet Wenchuan i Det autonome prefektur Ngawa for tibetanerne og qiangfolket, 90 km nordvest for Chengdu i provinsen Sichuan i Kina. Det største skælv kom klokken 14:28:04 lokal tid (06:28:04 am GMT) mandag 12. maj 2008. Tidlige meldinger på jordskælvets styrke varierede fra 7.6 til 8.0. Mere end 12 stærke efterskælv i størrelsen 4.0 til 6.0 blev også rapporteret indenfor seks timer efter hovedskælvet.
Folk der arbejdede på kontorer i Chengdu meldte om "kontinuerlige rystelser" i omtrent to til tre minutter", og mange mennesker flygtede udendørs for at være i sikkerhed.
Jordskælvet flyttede nogle steder jordoverfladen mere end 3 meter og øgede sandsynligheden for fremtidige jordskælv i hver ende af forkastningszonen.

### Tektonik
Jordskælvet var ifølge USGS forårsaget af en nordøstlig forkastningszone eller thrust fault på den nordvestlige grænse til Sichuanbassenget. Epicentret tyder på bevægelse i Longmenshanforkastningen eller en tektonisk relateret forkastning. Jordskælvet blev udløst af tektonisk stress ved kollision af to tektoniske plader fra det høje Tibetplateau i vest mod stærke plader under Sichuanbassenget og det sydøstlige Kina.

## Skader
Alle motorveje der går til Wenchuan blev skadet, noget som medførte forsinkelser og problemer for redningsmandskabet som strømmede til. Mere end 2300 basestationer til China Mobile gik offline på grund af skælvet, mens Unicoms netværk i området kollapsede fuldstændig. Flere kraftværker og transformatorstationer i det berørte område er helt eller delvis ude af funktion.
I følge en geofysiker hos United States Geological Survey er jordskælv af denne styrke «uhyre farlige» og kan medføre store skader. Jordskælvet skal have ført til 45 dræbte og over 600 skadede i byen Chengdu. I Chongqing, blev 5 studenter meldt dræbt, 20 blev begravet og mere end 100 skadet da en skolebygning kollapsede. Regeringen i Abazhou meddelte at 39 mennesker var døde og 5 savnet.
I byen Mianyang, er en person blevet dræbt af et vandtårn som kollapset. Xinhua meldte at mere end 50 studenter var bekræftet omkommet og så mange som 900 var begravet da Juyuan highschool-bygningen kollapsede i byen Dujiangyan, byen som var nærmest til epicenteret. Et sygehus i Dujiangyan blev også lagt fuldstændigt i ruiner som følge af skælvet. To kraftstationer og en kemifabrik brasede også sammen, og man frygter at flere hundrede mennesker er fanget i disse bygninger.
En meldig gengivet af BBC sagde at antallet af dræbte pga. jordskælvet kunne komme over 7000 mennesker, bare i Sichuan-provinsen. Så mange som 10.000 kunne også være skadet i samme område.

## Reaktioner
Kinas premierminister Wen Jiabao betegnede jordskælvet som at være en katastrofe og manede til ro, han rejste også til området for at koordinere hjælpearbejdet. Kinas præsident Hu Jintao beordrede en omfattende hjælpeoperation, og mere end 5000 kinesiske soldater og hjælpearbejdere blev sendt til området.
Den amerikanske præsident kom med kondolencer til de som er berørt af jordskælvet, og tilbød amerikansk hjælp. Andre land som Japan, Taiwan, Rusland og Tyskland tilbød alle hjælp til redningsarbejdet i Kina.
Den kinesiske regering erklærede tre dages landesorg til ære for ofrene med start 19. maj 2008. Kinas national flag samt Hong Kong og Macaus flag var på halv stang. Den 19. maj 2008 klokken 14:28 CST (præcis en uge efter jordskælvet) blev der afholdt 3 minutters stilhed hvor alle busser, biler, toge, gående mv i Kina stod stille. Løb med OL-faklen var også indstillet de dage.

## Eksterne links
- USGS Earthquake Hazards Program report (engelsk)
- Regular earthquake updates in English (engelsk)
- BBC NEWS Video, Quake hits western China (film) (engelsk)
- BBC NEWS: In pictures: China earthquake (billeder) (engelsk)
- BBC NEWS: In pictures: China rescue work (billeder) (engelsk)
- YouTube Video, China Earthquake 7.8R, 5/12/2008 early official news (film) (engelsk)
- YouTube Video, 5/12/08 China Sichuan Earthquake (film) (engelsk)
- YouTube Video, Earthquake aftermath! see the destruction! (film) (engelsk)

31°01′16″N 103°22′01″Ø / 31.021°N 103.367°Ø